# Петровка (Мясниковский район)
Петро́вка — слобода в Мясниковском районе Ростовской области.
Административный центр Петровского сельского поселения.

## География
Слобода расположена в 30 км (по дорогам) севернее районного центра — села Чалтырь. Рядом с поселением протекает река Тузлов, а севернее проходит граница с Родионово-Несветайским районом Ростовской области.
Расстояние до областного центра города Ростова-на-Дону: 38 км по ответвлению (просёлочная дорога) от Новошахтинского шоссе через сёла Султан Салы и Красный Крым или 50 км по Таганрогской трассе через село Чалтырь.

## История
В старину село называлось слобода Петровская, позже — Криничка. Первые документальные упоминания о слободе появились в 1846 году. Слобода была основана полковником Петром Иловайским, и заселена крепостными крестьянами.

## Население
| 2010 |
| ---- |
| 853  |

## Улицы
| - ул. Красноармейская, - ул. Луговая, - ул. Молодёжная, - ул. Набережная, - ул. Октябрьская, - ул. Первомайская, - ул. Победы, | - ул. Советская, - ул. Степная, - ул. Фабричная, - ул. Широкая, - ул. Школьная, - ул. Южная. |

## Достопримечательности
Храм во имя иконы Божьей Матери «Живоносный источник» был возведен рядом со знаменитым родником в 1858 году по проекту войскового архитектора Ивана Вальпреде, автора Атаманского дворца в Новочеркасске.
В 1960-е годы храм был разрушен. В стенах помещения была устроена тракторная мастерская и токарный цех с кузницей птицефабрики «Петровская».
В 2004 году на восстановление храма из областного бюджета было выделено 32 миллиона рублей.